# Gele den
Gele den of ponderosaden (Pinus ponderosa) is een boomsoort uit het geslacht den (Pinus).

## Determinatie
Gele den is een groenblijvende, zeer hoogopschietende naaldboom met een gemiddelde hoogte van 72 m. De soort is vooral te herkennen aan haar opvallende bast. De bast van volwassen exemplaren heeft een gele tot oranjerode kleur en een textuur van (zeer) brede schorsplaten met zwarte spleten ertussen. Anders dan Pinus jeffreyi heeft zij geen kenmerkende geur. Gele den heeft lange naalden die in groepjes van 2 of 3 bij elkaar groeien.

## Ecologie
Gele den groeit vooral op droge, goed gedraineerde, zandige en rotsige bodems. De soort is goed aangepast aan grote temperatuurverschillen. Ze staat te boek als pyrofyt; natuurbranden worden goed verdragen. Voor een naaldbosvormende boom heeft gele den een lage schaduwtolerantie.
De naalden van gele den zijn het vaste voedsel van de rupsen van Chionodes retiniella.

## Variëteiten
De Flora of North America onderscheidt drie variëteiten:
- Pinus ponderosa var. arizonica
- Pinus ponderosa var. ponderosa
- Pinus ponderosa var. scopulorum

## Verspreiding

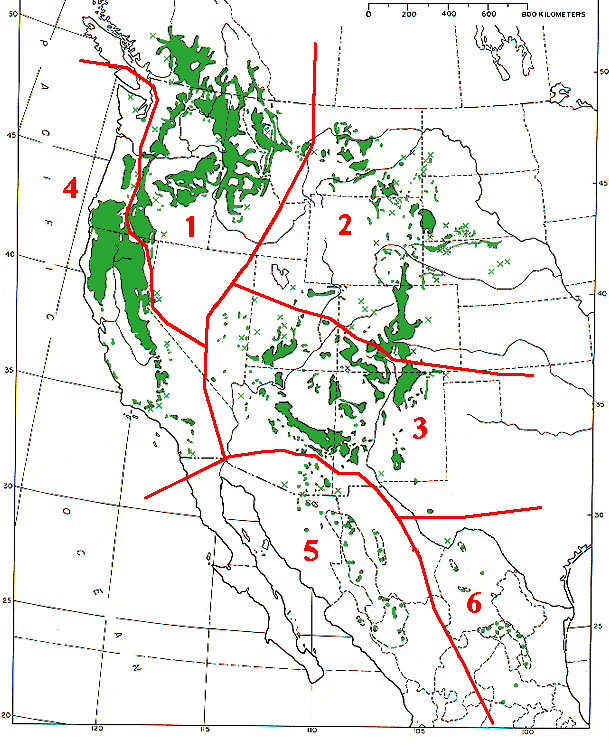
Een kaart van het verspreidingsgebied.

Gele den komt op grote schaal voor in westen van Noord-Amerika. Zoals de meeste westerse dennen komt deze soort vooral voor in bergachtige gebieden. Zo komt de soort voor in de Black Hills, de Rocky Mountains, Cascade Range en de kustgebergtes.

## Fotogalerij

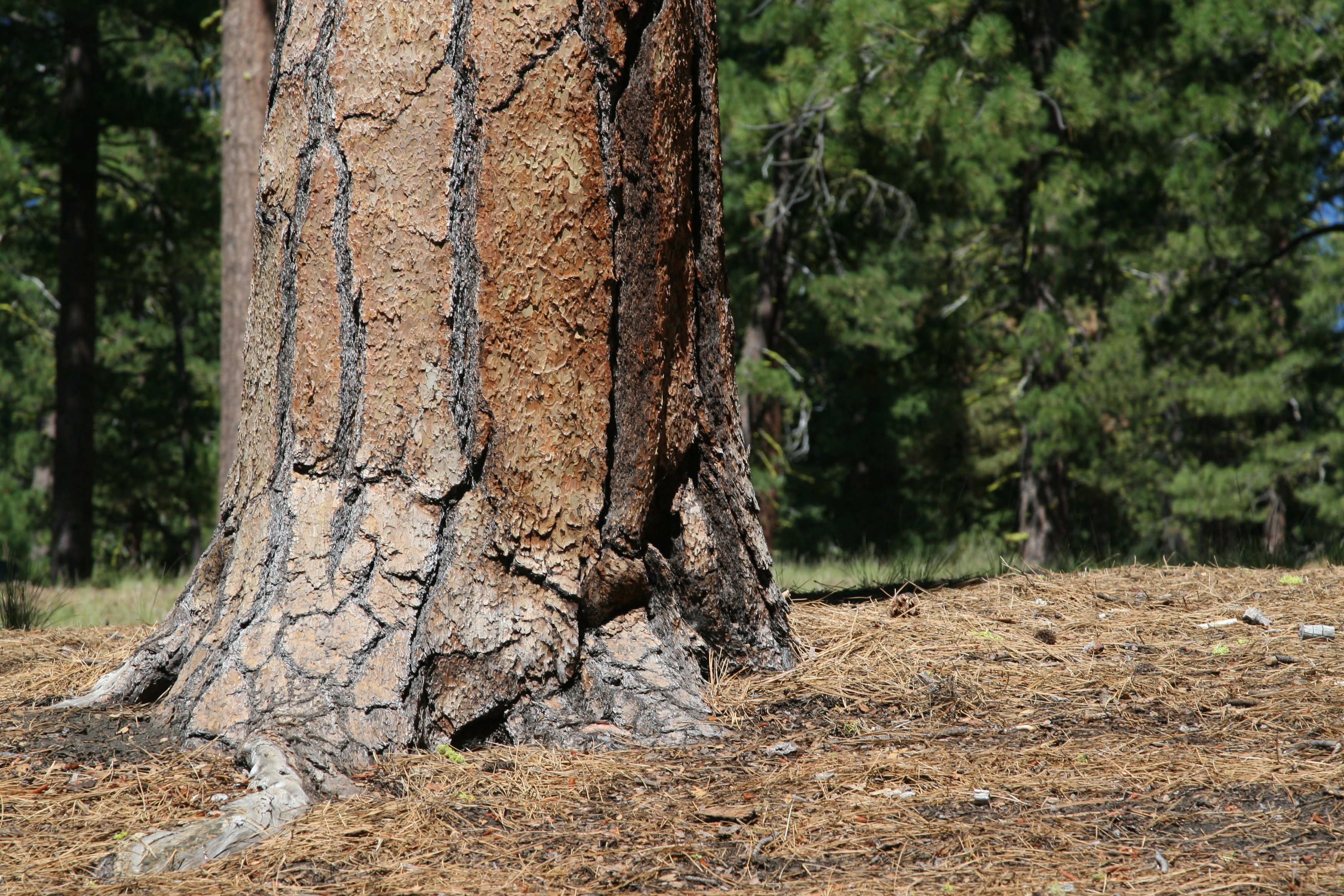
Close-up van de boomvoet en het strooisel.
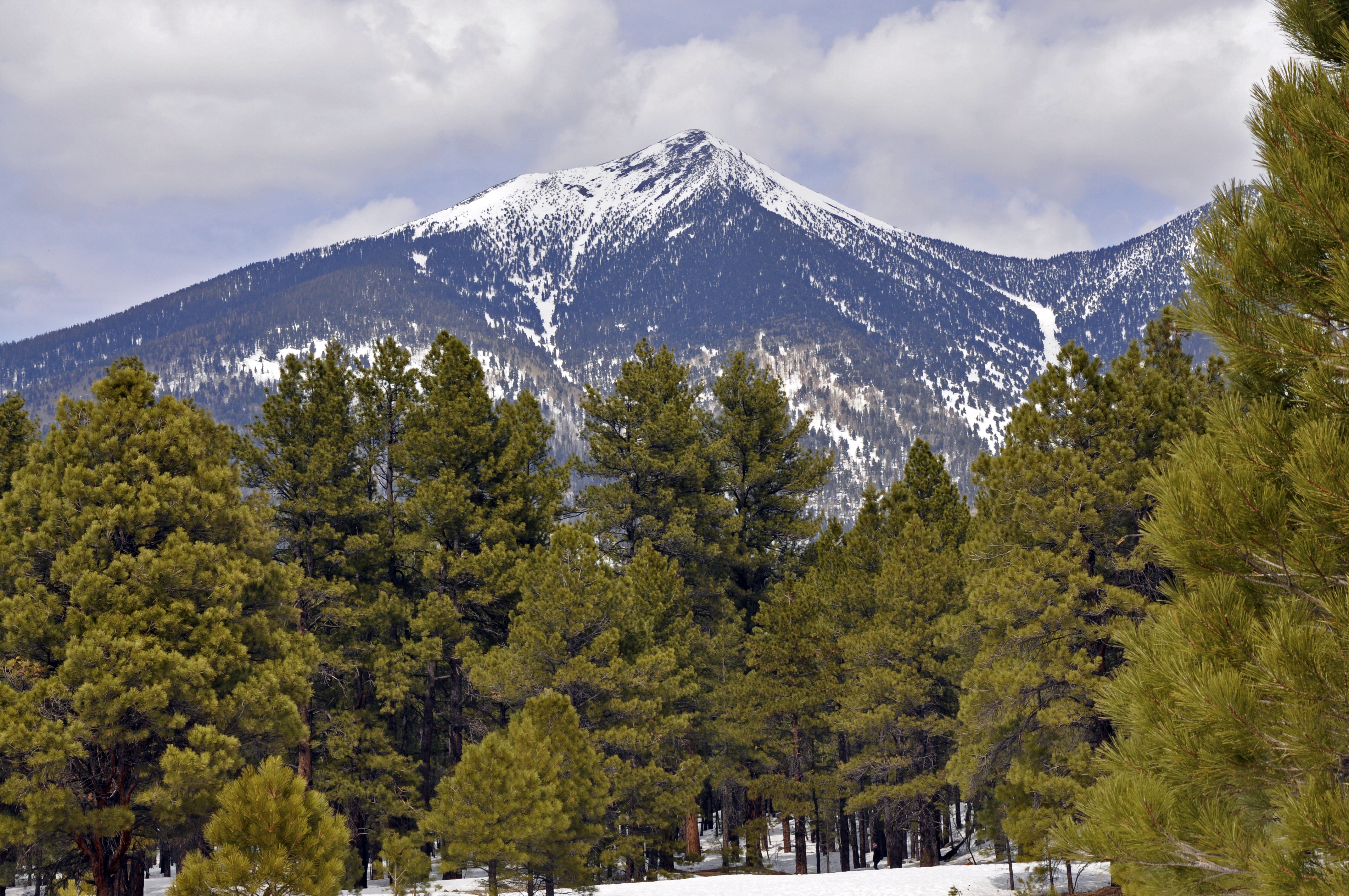
Een naaldbos met gele den in Arizona.